# Berg (Schwindegg)
Berg ist ein Gemeindeteil der Gemeinde Schwindegg im oberbayerischen Landkreis Mühldorf am Inn.

## Lage
Die Einöde Berg liegt 3 Kilometer nordöstlich vom  Schloss Schwindegg und in der Luftlinie 3,5 Kilometer nördlich der Bundesautobahn A 94. Von deren Ausfahrt 16 (Schwindegg) ist Berg auf einer 6,5 Kilometer langen Fahrt erreichbar.

## Eingemeindung
Berg war bis zum 31. Dezember 1972 Teil der Gemeinde Walkersaich. Diese wurde im Zuge der Gebietsreform in Bayern am 1. Januar 1973 mit ihren Teilorten nach Schwindegg eingemeindet.

## Bevölkerung

Berg 1

Berg 1

Im Mai 1987 gab es sechs Einwohner in einem Wohngebäude.